# Domingo Guzmán Lander
Domingo Guzmán Lander (f. Puerto La Cruz, 18 de octubre de 1970) fue un médico y político venezolano.

## Biografía
Hijo de Pedro Vicente Guzmán Alfaro y Celsa Lander Guzmán. Fue ministro de Sanidad en 1964 por 2 años cuando se separó del cargo para incorporarse a la Cámara de Diputados en representación de su estado natal estado Anzoátegui, el 27 de julio de 1966.

## Honores
El Hospital de Las Garzas asociado al Instituto Venezolano de los Seguros Sociales en Barcelona lleva el nombre del Dr. Domingo Guzmán Lander.